# ولتا (دهانه)
ولتا یک دهانه برخوردی در ماه‌ است.

## دهانه‌های اقماری
این دهانه ۲ دهانه اقماری دارد.
| Volta | عرض جغرافیایی | طول جغرافیایی | قطر          |
| ----- | ------------- | ------------- | ------------ |
| B     | ۵۴.۶° N       | ۸۳.۵° W       | ۹.۰ کیلومتر  |
| D     | ۵۲.۵° N       | ۸۳.۳° W       | ۲۰.۰ کیلومتر |